# 사진가 목록
이 목록은 사진가들의 목록이다.

## 남아프리카
- 안톤 함메를

## 오스트리아
- 고트프리트 헬른바인
- 헤르베르트 바이어

## 핀란드
- 펜티 사말라티

## 독일
- 한스 벨머
- 아우구스트 잔더
- 카를 라거펠트
- 레니 리펜슈탈
- 엘렌 폰 운베르트

## 헝가리
- 로버트 카파
- 안드레 케르테스
- 모홀리 나기

## 이탈리아
- 펠리체 베아토

## 라트비아
- 필리프 홀스먼

## 네덜란드
- 안톤 코르빈
- 어윈 올라프

## 러시아
- 엘 리시츠키
- 세르게이 프로쿠딘고르스키
- 알렉산드르 롯첸코

## 스위스
- 로버트 프랭크

## 영국
- 나이절 바커 (사진가)
- 루이스 캐럴
- 로저 펜튼
- 앤디 골즈워디
- 데이비드 호크니
- 마이클 케나
- 린다 매카트니
- 에드워드 마이브리지
- 그레이엄 내시

## 캐나다
- 브라이언 애덤스
- 유서프 카쉬

## 쿠바
- 알베르토 코르다

## 미국
- 앤설 애덤스
- 에디 애덤스
- 알랜 아버스
- 다이안 아버스
- 리처드 애버던
- 베리 베렌슨
- 마거릿 버크화이트
- 워커 에번스
- 루이스 하인
- 애니 리버비츠
- 비비언 마이어
- 스티브 매커리
- 리 밀러
- 어빙 펜
- 만 레이
- 신디 셔먼
- 유진 스미스
- 폴 스트랜드
- 앤디 워홀
- 위지
- 유도라 웰티
- 에드워드 웨스턴

## 대한민국

### 1960년대 사진가
- 주명덕
- 육명심
- 조현두
- 강상규
- 김한용
- 홍순태
- 임응식

### 1970년대 사진가
- 강운구
- 김녕만
- 김일창
- 황규태
- 김기찬

## 같이 보기
- 한국의 사진가 목록

## 참고 문헌
- 국립현대미술관